# Csaba Molnár

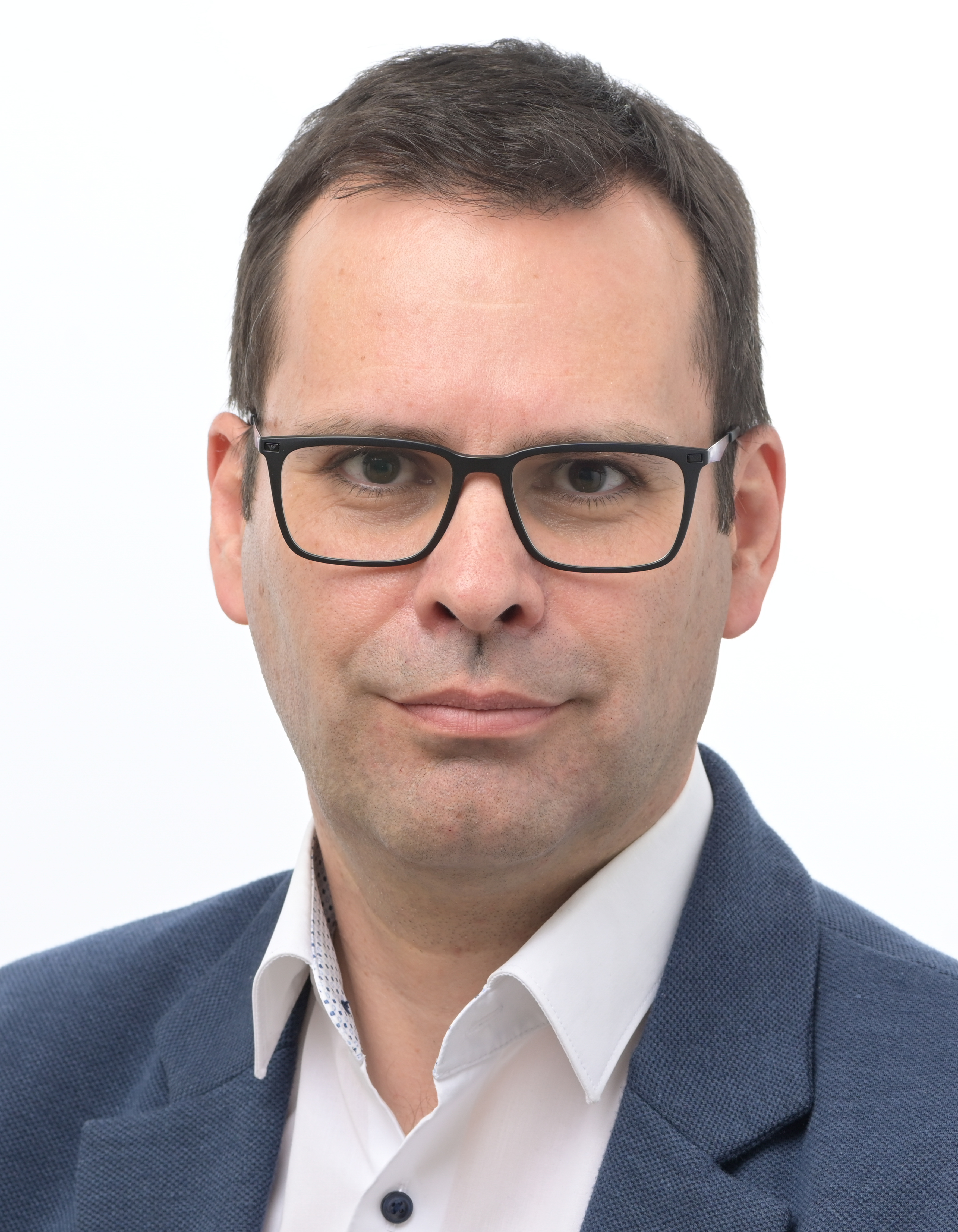
Csaba Molnár (2024)

Csaba Molnár (* 4. Dezember 1979 in Csorna, Komitat Győr-Moson-Sopron) ist ein ungarischer Politiker der Demokratischen Koalition. Er ist seit 2014 Mitglied des Europäischen Parlaments.

## Leben
Molnár absolvierte von 1997 bis 2002 ein Studium der Rechtswissenschaft an der Eötvös-Loránd-Universität in Budapest. Anschließend arbeitete er bis 2006 als Rechtsanwaltsanwärter und in der Vertragsabteilung der Westungarischen Universität.
Seine politische Karriere begann er in der Ungarischen Sozialistischen Partei (MSZP), deren Vorsitzender im Komitat Győr-Moson-Sopron er von 2004 bis 2011 war. Molnár war von 2006 bis 2014 Mitglied des Ungarischen Parlaments sowie des Selbstverwaltungsorgans und der Komitatsversammlung Győr-Moson-Sopron, außerdem von 2006 bis 2008 Vorsitzender des Regionalentwicklungsrates von West-Transdanubien. 
Im zweiten Kabinett von Ferenc Gyurcsány war Molnár von November 2008 bis April 2009 Minister für Verkehr, Kommunikation und Energie. Nach dem Rücktritt Gyurcsánys war er von April 2009 bis Mai 2010 unter Gordon Bajnai Minister im Amt des Ministerpräsidenten. Von 2010 bis 2014 war Molnár Mitglied im Europäischen Ausschuss der Regionen. Molnár ist Gründungsmitglied der von Ferenc Gyurcsány initiierten Gruppe Demokratische Koalition, die im Oktober 2011 die MSZP verließ und eine eigene sozialliberale Partei bildete. Molnár wurde stellvertretender Vorsitzender und war bis 2014 Leiter der Abgeordnetengruppe der Demokratischen Koalition im Ungarischen Parlament.
Molnár wurde bei der Europawahl 2014 als einer von zwei Vertretern der Demokratischen Koalition ins Europäische Parlament gewählt. Dort schloss er sich der Fraktion der Progressiven Allianz der Sozialdemokraten (S&D) an und war in der Legislaturperiode bis 2019 Mitglied im Ausschuss für Industrie, Forschung und Energie sowie Delegierter für die Beziehungen zu den Ländern Südostasiens und der ASEAN. Seit seiner Wiederwahl 2019 gehört er dem Ausschuss für Wirtschaft und Währung an.